# Hildegard Damrow
Hildegard Damrow (* 26. Juni 1918 in Düsseldorf; † 16. Juni 1975 in Hamburg-Fuhlsbüttel) war eine deutsche Gerichtsreporterin.

## Leben
Damrow studierte Soziologie, Volkswirtschaft und Zeitungswissenschaften und promovierte in Soziologie. Als Dr. Hildegard Damrow war sie in Berlin wohnhaft in der Leipziger Straße und später im Westend in der Bayernallee 44. 1948/49 gehörte sie über den Demokratischen Frauenbund Deutschlands dem ersten Deutschen Volksrat und dem Unterausschuss 6 "Presse und Rundfunk" seines Kulturpolitischen Ausschusses an. Ihre journalistische Laufbahn soll in der Redaktion der Hamburger Tageszeitung Die Welt begonnen haben. Später wurde sie Gerichtsreporterin des Hamburger Abendblattes und hatte sich dort mit ihrem Namenskürzel drd bereits Ende 1951 einen Namen gemacht. Im Onlinearchiv des Hamburger Abendblatts findet sich als früheste Veröffentlichung "von Dr. Hildegard Damrow" ein Artikel Im Saal stand das Grauen. Sylvia Jamitzky wieder vor Gericht vom 8. Dezember 1951. Damals war sie allerdings auch schon in der „Sonderredaktion Von Mensch zu Mensch“ tätig, deren Leitung 1956 mit dem Tod von Hans Erasmus Fischer auf sie überging. Ab März 1957 publizierte sie als Dr. Hildegard Michaelis-Damrow oder auch Dr. Hildegard Michaelis; auch ihr Buch Recht muß Recht bleiben ließ sie 1961 unter dem Namen Hildegard Michaelis erscheinen. Ab 1963 nannte sie sich dann wieder Damrow, gelegentlich zunächst auch noch Damrow-Michaelis. Zuletzt war sie bis zu ihrem Krebstod, der sie kurz vor der Vollendung des 57. Lebensjahres ereilte, verheiratet mit dem Rechtsanwalt und Geschäftsführer des Bundesverbandes der Phonographischen Wirtschaft Joachim Viedebantt.
Uwe Nettelbeck schrieb 1967 in Die Zeit:
„Hildegard Damrow, eine Gerichtsreporterin der Zeitungen Hamburger Abendblatt und Welt am Sonntag und Autorin einer wöchentlich im Hamburger Abendblatt erscheinenden Briefkastentanten-Kolumne „Von Mensch zu Mensch“, ist sicherlich eine fleißige Journalistin, die schreibt, was sie kann. Aber schon ihre bedenkenlose Verwendung von Schlagzeilenvokabeln wie „Bestie in Menschengestalt“ zeigt, dass sie zu jenem Schlag von Gerichtsberichterstattern gehört, die Mostar nicht meinte, als er von den „legitimen Jüngern Pitavals“ sprach, zu denen er selber gehört.“

## Schriften
- Hildegard Michaelis: Recht muß Recht bleiben. Ein Streifzug durch die bekannte und unbekannte Justiz. Düsseldorf/Wien: Econ Verlag, 1961.
- Hildegard Damrow (Vorwort von Gustav Heinemann): Frauen vor Gericht. Ein Bericht über die weibliche Kriminalität. Frankfurt am Main/Berlin: Ullstein Verlag, 1969.
- Hildegard Damrow und Werner Correll: Ehekonflikte - Konfliktehen. Die Probleme der Partnerschaft. Goldmann, 1972